# هرقل الثاني ملك جورجيا
هرقل الثاني ((بالجورجية: ერეკლე II))، المعروف أيضًا باسم ايريكل الثاني و الكاخيتي الصغير ((بالجورجية: პატარა კახი) [pʼɑtʼɑrɑ kʼɑxi]) (7 نوفمبر 1720 أو 7 أكتوبر 1721 [وفقًا لـ C. Toumanoff  ] - 11 يناير 1798)، كان ملكًا جورجيًا من سلالة باغراتيوني الحاكمة، حكم كملك كاخيتي من 1744 إلى 1762، و كارتلي وكاخيتي من 1762 حتى 1798. يشار إليه في المصادر الفارسية المعاصرة باسم إريكلي خان ( ارکلی خان )، في حين أن الروس يعرفونه كما ايراكلي Ираклий ). غالبًا ما يُترجم اسمه بحروف لاتينية هيراكليوس لأن كلا الاسمين ايريكل و ايراكلي هما نسخان جورجيان من هذا الاسم اليوناني. 
من حصوله على مُلك كاخيتي من قبل سيده نادر شاه في عام 1744 كمكافأة على ولائه، إلى أن يصبح الملك قبل الأخير لمملكتي كاخيتي وكارتلي المتحدة في شرق جورجيا، يُنظر إلى حكمه على أنه أغنية بجعة الملكية الجورجية.  بمساعدة قدراته الشخصية والاضطرابات في الإمبراطورية الفارسية، أسس هرقل نفسه كحاكم مستقل بحكم الواقع، ووحد شرق جورجيا سياسيًا لأول مرة منذ ثلاثة قرون، وحاول تحديث الحكومة والاقتصاد والجيش. بعد أن طغت عليه التهديدات الداخلية والخارجية لاستقلال جورجيا غير المستقر وهيمنتها المؤقتة في شرق القوقاز، وضع مملكته تحت الحماية الروسية الرسمية في عام 1783، لكن هذه الخطوة لم تمنع جورجيا من التدمير بسبب الغزو الفارسي عام 1795. توفي هرقل في عام 1798، تاركًا العرش لوريثه المحتضر، جورج الثاني عشر.